# We’re Going to Hang out the Washing on the Siegfried Line
We're Going to Hang out the Washing on the Siegfried Line (deutsch: Wir hängen unsere Wäsche an der Siegfriedlinie raus, Französisch: On ira pendr' notre linge sur la ligne Siegfried) ist ein parodiehaftes Lied aus der Zeit des Zweiten Weltkriegs und wurde im Original 1939 vom irischen Autor Jimmy Kennedy verfasst, während er seinen Dienst bei der British Expeditionary Force leistete.
Die Siegfriedlinie, auch Westwall genannt, bezeichnete ein System aus Bunkern und Verteidigungsstellungen im Westen des Deutschen Reiches, und Kennedy spielt in seinem Text mit dem Begriff „line“, der im Englischen sowohl „Linie“ bedeutet als auch „Wäscheleine“.
So geht es im Lied um die scherzhafte Ankündigung, man werde „die Wäsche auf der Siegfriedlinie (=Leine) trocknen“, also eine bewusste Lächerlichmachung der gegnerischen Verteidigungskraft, wie man im Deutschen beispielsweise einen Unterlegenen und Schwachen gern als „Waschlappen“ bezeichnet.
Aufgrund seiner einprägsamen Melodie und der Tatsache, dass das Wort „ligne“ im Französischen über die gleiche Doppeldeutigkeit verfügt, entstand bald eine französische Version des Liedes.
Auf deutscher Seite reagierte man auf die Provokation durch die Westalliierten mit einem Lied, in dem man den Franzosen und Engländern ankündigte, man werde sie alsbald „einseifen“.
Die Melodie wurde später nur wenig verändert übernommen für den Refrain des Schlagers "Fahr mal wieder mit der Bimmelbahn" von Monika Hauff und Klaus-Dieter Henkler.

## Englischer Originaltext
We're going to hang out the washing on the Siegfried Line.

Have you any dirty washing, mother dear?

We're gonna hang out the washing on the Siegfried Line.

'Cause the washing day is here.

Whether the weather may be wet or fine.

We'll just rub along without a care.

We're going to hang out the washing on the Siegfried Line.

If the Siegfried Line's still there. 
Deutsche Übertragung:
Wir werden unsere Wäsche an der Siegfriedlinie (Leine) aufhängen

hast du irgendwelche Dreckwäsche, liebe Mutter?

Wir werden unsere Wäsche an der Siegfriedlinie aufhängen

Denn der Waschtag ist gekommen.

Ob das Wetter gut oder schlecht sein mag,

wir werden sorglos die Wäsche reiben.

Wir werden unsere Wäsche an der Siegfriedlinie aufhängen,

Insofern die Siegfriedlinie noch da ist.

## Französische Version
Un petit Tommy chantait cet air plein d'entrain

En arrivant au camp

Tout les p'tits poilus joyeux apprirent le refrain

Et bientôt le régiment

Entonnait gaiement:

Refrain:

On ira pendr' notre linge sur la ligne Siegfried

Pour laver le linge, voici le moment

On ira pendr' notre linge sur la ligne Siegfried

A nous le beau linge blanc.

Les vieux mouchoirs et les ch'mis's à Papa

En famille on lavera tout ça

On ira pendr' notre linge sur la ligne Siegfried

Si on la trouve encore là.
Deutsche Übertragung:
Im Refrain weitestgehend gleich der englischen Version, dazu das Intro:
Ein kleiner Tommy sang dieses schwungvolle Lied,

als er im Lager eintraf

drum lernten all die kleinen fröhlichen Poilus rasch den Refrain

und bald darauf stimmte das Regiment fröhlich mit ihm ein: (…)

## Deutsche „Antwort“
In den meisten erhaltenen Versionen der deutschen „Gegenversion“ ist zu Beginn eine Gruppe alliierter Soldaten zu hören, die den englischen Refrain der „Siegfried line“ intoniert; ein Schauspiel, das abrupt vom Angriff eines deutschen Sturzkampfbombers unterbrochen wird. Nachdem seine Bomben den Chor auseinander gesprengt haben und der Schall der Explosion verhallt ist, sind durch das Wehklagen der Soldaten die ersten Takte des deutsch-preußischen „Königgrätzer“ Triumphmarsches zu hören. Gefolgt vom Gesang der Soldaten:
Ja, mein Junge, das hast du dir gar zu leicht gedacht

mit dem großen Wäschetag am deutschen Rhein

hast du dir auch deine Hosen tüchtig vollgemacht,

brauchst du gar nicht traurig sein!

Bald seifen wir dich gründlich ein

von oben und von unten her

wenn der deutsche Waschtag wird gewesen sein,

Mensch, dann brauchst du keine Wäsche mehr!

Sing dies Liedchen mit, wer es nur immer singen mag

mit der zweiten Kriegsberichterkompanie

Bis zum Wäschetag, ja bis zum Wäschetag

In aller Herrgottsfrüh.

Mein Mädel, schenk' noch einmal ein

Und tanzt und trinkt die Gläser leer.

Denn wenn der große Waschtag wird gewesen sein

Kehr' ich heim, kehr' ich heim übers Meer.